# 潘巴克河
40°57′26″N 44°37′57″E / 40.95722°N 44.63250°E

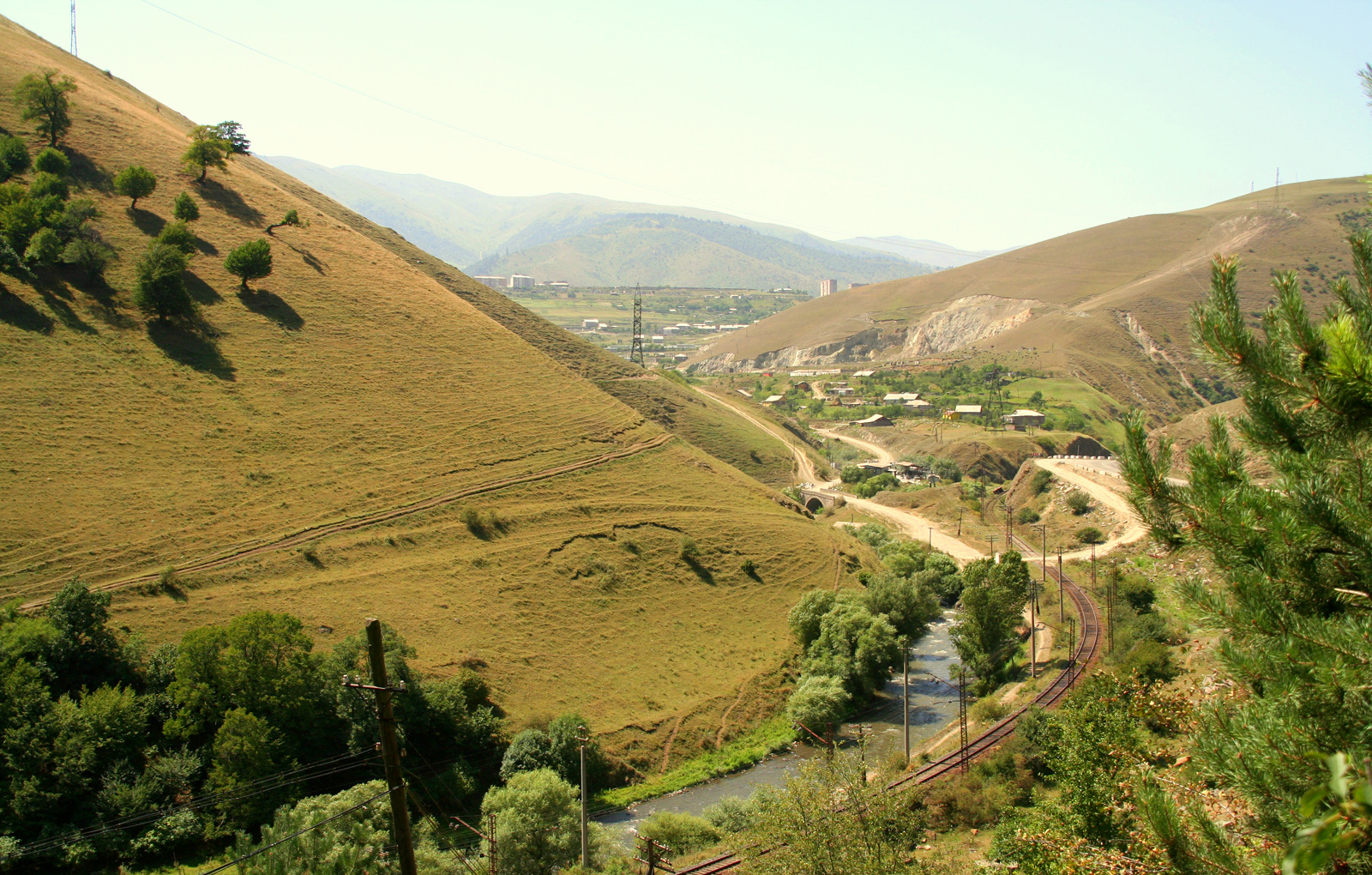

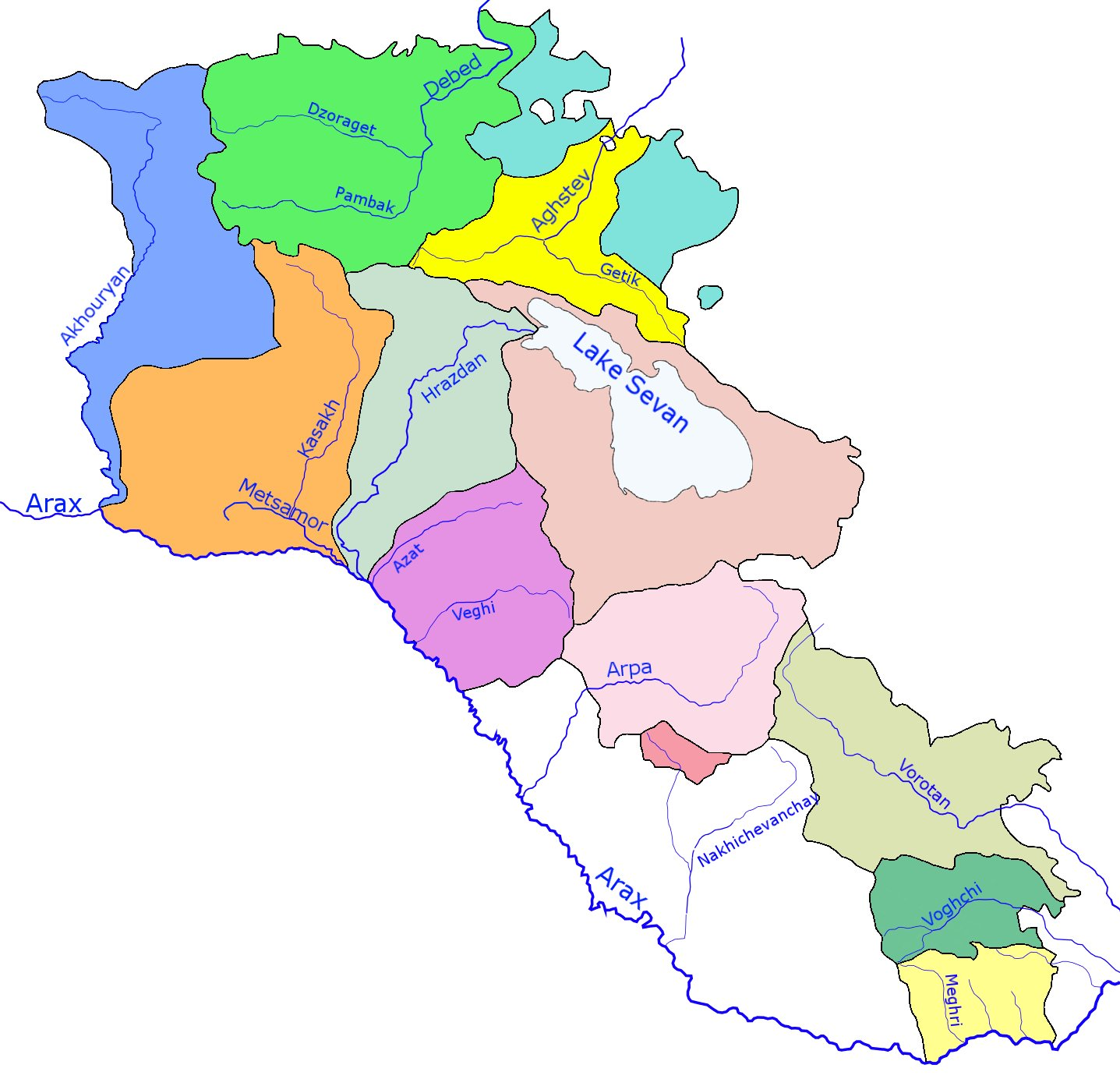

潘巴克河是亞美尼亞的河流，屬於傑別德河的支流，發源自北部洛里州的潘巴克山脈，流經瓦納佐爾，河道全長86公里，流域面積1,370平方公里。